# Festival international du film de Thessalonique 2002
Le Festival international du film de Thessalonique 2002 fut la 43e édition du Festival international du film de Thessalonique. Elle se tint du 8 au 17 novembre 2002.

## Jury
Président : Marco Bellocchio
Jurés :
- Bob Rafelson
- Thierry Jousse
- Niki Karimi
- Miroljub Vuckovic
- Fatmir Koçi
- Achilleas Kyriakidis

## Films sélectionnés
- En ouverture : Joue-la comme Beckham
- En clôture : Le Principe de l'incertitude

## Palmarès
- La Femme d'eau (Hidenori Sugimori) et Blissfully Yours (Apichatpong Weerasethakul) : Alexandre d'or ex æquo
- Bungalow (Ulrich Köhler) : Alexandre d'argent
- Carlos Reygadas (Japón) : meilleur réalisateur
- Alice Nellis (en) (Vylet) : meilleur scénario
- Manca Dorrer (Slepa Pega) : meilleure actrice
- Chrístos Stérgioglou (Diskoli Apoheretismi: O Babas Mou et Tha to Metaniossis) : meilleur acteur (deux films)
- Gwenchana Uljima (Min Byung-hun) : prix artistique
- Mention spéciale : Muhamad Rahimov (Gwenchana Uljima)